# 大谷弘明
大谷 弘明（おおたに ひろあき、1962年 - ）は、日本の建築家。日建設計大阪室長。神戸大学客員教授。大阪府生まれ。

## 概要
1986年、東京藝術大学美術学部建築科卒業。同年、日建設計に入社。2003年、設計室長に。
自邸「積層の家」が2005年、日本建築学会賞受賞。
2014年開業のザ・リッツ・カールトン京都を設計し、2015年に第3回京都建築家賞の最優秀賞を受賞している。
その他の代表作として、新居浜市立別子銅山記念図書館1992年、キーエンス本社屋と研究所1994年、愛媛県歴史文化博物館1994年、愛媛県美術館1998年、大同生命霞が関ビル、京都大学医学部百周年記念施設、芝蘭会館2004年など、多数。
2013年に日本建築家協会のアーキテクツサロン「建築家の系譜シリーズ」で登壇。2017年には京都府建築士会主催の建築士会セミナーに登壇。